# Noname
Noname, de son vrai nom Fatimah Nyeema Warner, né le 18 septembre 1991 à Chicago aux États-Unis, est une rappeuse, parolière et poétesse américaine.
Noname débute petit à petit dans le milieu musical de Chicago en participant à des mixtapes de Chance the Rapper et Mick Jenkins. En indépendant, elle publie sa première mixtape, Telefone, en 2016. En septembre 2018, Noname dévoile son premier album, Room 25. Ces deux premières œuvres sont reçues avec enthousiasme par la critique.[réf. souhaitée].

## Biographie

### Jeunesse
Fatimah Nyeema Warner grandit dans le quartier de Bronzeville à Chicago. Elle est élevée par ses grands-parents avant de revenir vivre chez sa mère avec qui elle entretient des rapports conflictuels. Durant son adolescence, Noname écoute des artistes de blues tels que Buddy Guy et Howlin' Wolf et passe beaucoup de temps dans la librairie de sa mère. Elle commence à écrire de la poésie après avoir suivi un cours d'écriture créative au lycée. Lors de cette période, Noname se rend souvent au YOUMedia Project, un endroit réservé aux jeunes artistes pour créer, basé à la Harold Washington Library. C'est ici qu'elle se lie d'amitié avec de nombreux talents locaux, dont Chance the Rapper.

### Débuts
L'intérêt de Noname pour la poésie l'amène à participer à des compétitions open mics et de slam. Elle se classe troisième au Louder Than a Bomb, compétition de slam chicagoane. Petit à petit, Noname affûte ses talents en freestyle en compagnie de futurs stars du rap que sont Chance the Rapper, Mick Jenkins, Saba et Ramaj Eroc. 
C'est en 2013 qu'elle se fait remarquer pour la première fois avec son couplet dans la chanson Lost, extraite de la mixtape Acid Rap de Chance the Rapper. En 2014, Noname est invitée sur Comfortable, extrait de la mixtape The Water[s] de Mick Jenkins. Noname apparait une nouvelle fois sur un projet de Chance the Rapper, la mixtape Coloring Book sortie en 2016, où elle effectue un couplet sur Finish Line/Drown. En décembre 2016, elle accompagne ce dernier sur Saturday Night Live.

### Telefone(2016–2017)
Au début de sa carrière, Noname se faisait appeler Noname Gypsy, en référence au peuple rom. Néanmoins, après avoir reçu les conseils de son cousin qui lui fait remarquer le caractère discriminatoire de ce nom de scène, elle finit par enlever le Gypsy et présente ses excuses sur Twitter, avançant qu'elle n'était pas au courant des connotations négatives qui émanaient de ce terme.
Noname publie sa première mixtape, intitulée Telefone le 31 juillet 2016, sur laquelle elle a travaillé durant trois ans. Telefone est la manière de l'artiste de se présenter à travers des conversations téléphoniques. Les thèmes abordées sont les difficultés que rencontrent les femmes afro-américaines ainsi que de grandir à Chicago. La mixtape est d'abord délivrée en téléchargement gratuit sur Bandcamp avant de sortir en vinyle en septembre 2017. Telefone est bien accueillie par la presse spécialisée.
Au mois d'octobre 2016, Noname collabore avec Saba sur le titre Church/Liquor Store, issu de l'album Bucket List Project. En avril 2017, Noname donne un concert en comité restreint au NPR Tini Desk Concert.

### Room 25(depuis 2018)
En août 2018, Noname annonce la sortie prochaine de son premier album, Room 25. Enregistré en l'espace d'un mois seulement, l'album aborde les deux années passées depuis la sortie de Telefone, son déménagement de Chicago à Los Angeles et une intense mais courte relation amoureuse.
Room 25 sort le 14 septembre 2018 en indépendant. Il reçoit un accueil dithyrambique et unanime dans la presse. Le magazine Rolling Stone statut que Noname fait partie des « meilleurs rappeurs vivant ». 
En mai 2019, Noname annonce que son deuxième album, intitulé Factory Baby, paraîtra prochainement. Le 4 novembre, elle précise que l'album sortira en 2020.
Au mois de novembre 2019, Noname poste une série de tweets où elle fait part de sa colère quant au public majoritairement blanc de ses concerts. Elle reproche à la communauté noire qui l'écoute de ne pas assez faire d'efforts pour la voir performer alors que sa musique parle de l'histoire noire et ne vise pas en premier lieu les  blancs. Noname explique vouloir prendre une pause, voire quitter le monde de la musique.

### Autres activités
Noname ouvre un club de lecture en 2019, nommée Noname's Book Club, dans sa ville natale de Chicago. Il met notamment en avant les auteurs de couleurs ainsi que de la communauté LGBT. Le club débat de deux œuvres choisies chaque mois. Il publie également un podcast d'un débat présidé par Noname 
à chaque fin de mois. Outre sa fonction principale, le but du club est de favoriser l'achat local et de supporter le business de la communauté noire. L'idée lui vient d'un échange de tweet avec un fan alors qu'elle lisait Cooperative Jackson. Selon elle, ce club est une façon « d'emmerder Amazon et le FBI ».

## Discographie

### Album studio
- 2018 : Room 25
- 2023 : Sundial

### Mixtape
- 2016 : Telefone